# (2709) Sagan
(2709) Sagan – planetoida z pasa głównego asteroid.

## Odkrycie
Została odkryta 21 marca 1982 roku w Lowell Observatory przez Edwarda Bowella. Nazwa planetoidy pochodzi od Carla Sagana (1934-1996), amerykańskiego astronoma. Przed nadaniem nazwy planetoida nosiła oznaczenie tymczasowe (2709) 1982 FH.

## Orbita
(2709) Sagan okrąża Słońce w ciągu 3 lat i 93 dni w średniej odległości 2,2 j.a. Planetoida należy do rodziny planetoidy Flora nazywanej też czasem rodziną Ariadne.